# Jaymax VI
Jaymax VI, aussi surnommé "Jay to the Max" de son vrai nom Jason Diakiadi Malenda, né le 18 août 1994 à Lille, est un chanteur, rappeur, interprète, producteur, influenceur et vidéaste web français.

## Biographie

### Jeunesse
D'origine congolaise, Jaymax naît le 18 août 1994 à Lille. 

### Carrière
En faisant ses premiers pas dans la musique, il se fait repérer par Bomaye Musik, . Il sort plusieurs singles et tend à développer une carrière solo d'abord en featuring avec les membres de son label, et lance pour la première fois en France une web-radio en tant que influenceur en partenariat avec le groupe NRJ diffusé sur le site internet de la radio,, suivi d'une apparition publicitaire notamment pour Lebara Mobile.

## Discographie

### Singles
- 2015 : Chuplusclairkeul ft. Salomé Je t'aime, Mokobe
- 2015 : Instagram bloqué ft. Salomé Je t'aime
- 2016 : J'ai Pas De Sous
- 2016 : Habibi
- 2017 : Choper Rihanna
- 2017 : Tuer
- 2018 : Bolingo
- 2018 : Marier
- 2019 : Bye Bye
- 2019 : Badman
- 2019 : Allo
- 2020 : Jump Up
- 2020 : Toc Toc
- 2020 : Problème
- 2020 : Sos
- 2021 : Solide
- 2022 : Bresom ft Naza
- 2022 : Pelé ft Key Largo
- 2022: Doudou ft Tayron Kwidan's
- 2022: Echoué
- 2022: Planer
- 2022: Candy Shop
- 2023: Instinct criminel
- 2023: Venus
- 2023: Coachella (C'est Léger)
- 2023: Danger
- 2023: Mamae
- 2024: Passé
- 2024: Evasion
- 2024: Naza Bouler ft Wilsko
- 2024: Jamais ft Lossa
- 2024: Kuzakhala

### Collaborations

#### Avec BMYE
BMYE est un collectif composé de  Naza, Keblack, Youssoupha, Hiro, Jaymax et DJ Myst.
- 2016 : BMYE -  On est équipé (remix) ft. Naza, Keblack, Youssoupha, Hiro, Dj Myst
- 2017 : BMYE - Pourquoi chérie ft. Naza, Keblack, Youssoupha, Hiro, Dj Myst Or[8]
- 2017 : BMYE - La danse du matin ft. Naza, Keblack, Youssoupha, Hiro, Dj Myst